# Долматово (Тюменская область)
Долматово — деревня в Казанском районе Тюменской области. Входит в составе Челюскинского сельского поселения.

## История
В 1962 году указом Президиума Верховного Совета РСФСР селение ферма № 2 совхоза Челюскинцев переименовано в посёлок Долматово.

## Население
| 2010 |
| ---- |
| 107  |

Согласно результатам переписи 2002 года, в национальной структуре населения русские составляли 85 % из 148 чел.